# 牧場路 (燕巢區)
牧場路（Muchang Rd.）是高雄市燕巢區最東邊的東西向重要幹道，本道路地理位置接近旗山嶺口地區，屬台22線旗楠公路。起端於深水路岔路銜接深水路，末端於燕巢、旗山及大樹區交界續接統嶺路往里嶺大橋至屏東縣里港鄉。為北高雄市、屏東縣兩地之間往來長途重要路段之一。

## 行經行政區域
- 燕巢區

## 沿線設施
（由西至東）
- 馬場天主堂
- 信誼高爾夫球場（大樹區信誼路1號）
- 馬場福德祠

## 公車資訊
- 高雄客運
  - 8023 高雄火車站－楠梓－旗山
  - 8029 高雄火車站－楠梓－旗山－甲仙－梅山口